# Childerich III.
Childerich III. (* um 720–737; † um 755) war der letzte Merowingerkönig (743 bis 751). Es ist nicht bekannt, ob er der Sohn Chilperichs II. oder Theuderichs IV. war.

## Leben
Nachdem der Versuch Chilperichs II., sich wieder größere Handlungsfreiheit zu verschaffen, um 720 gescheitert war, war das Geschlecht der Merowinger faktisch entmachtet. Nach dem Tod Theuderichs IV. im Jahre 737 internierte der karolingische Hausmeier Karl Martell, der im Frankenreich die wahre Macht ausübte, Childerich zeitweilig im Kloster Sithiu (spätere Abtei Saint-Bertin) und ließ den fränkischen Thron unbesetzt. Erst als Karl Martells Sohn Karlmann im Frühjahr 743 noch einmal einen Schattenkönig aus dem Geschlecht der Merowinger benötigte, wurde Childerich freigelassen und inthronisiert. Die Gründe dafür sind nicht ganz klar: Die Hausmeier bedurften wohl zur Legitimation der eigenen Herrschaft dieses Rückgriffs auf das alte Königsgeschlecht, vor allem angesichts des Widerstandes der Großen des Reiches. Zudem stand in diesem Jahr ein entscheidender Krieg gegen den Baiernherzog an, den zu führen die Großen mit einem rechtmäßigen König an der Spitze eher bereit waren.

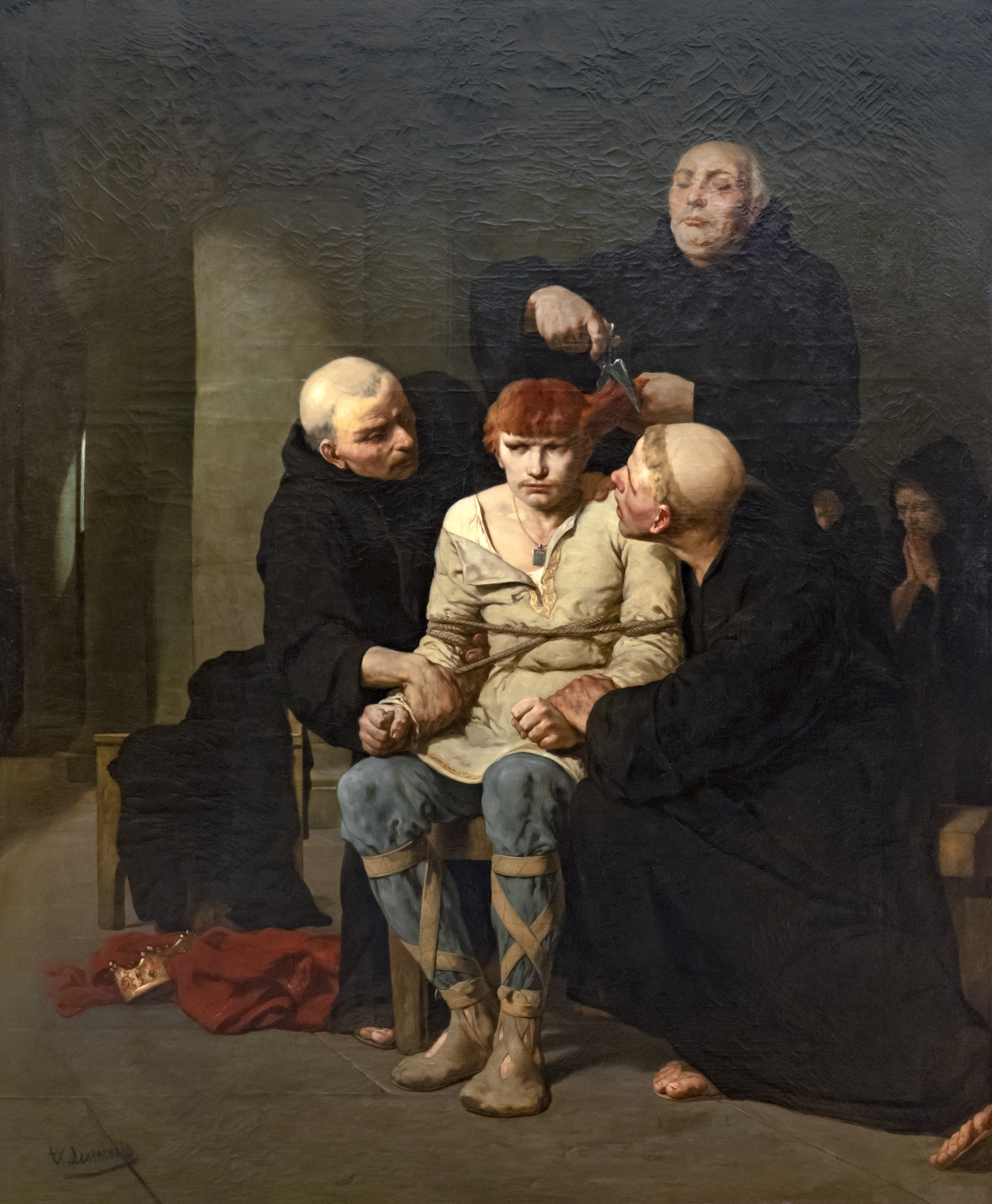
„Der letzte Merowinger“, Gemälde von Évariste-Vital Luminais (Ende 19. Jhd.)

Dem König Childerich III. wurde 743 die alte merowingische Königspfalz „Villa Brannacum“ (Berny-Rivière) als Residenz zugewiesen. Berühmtheit erlangte der ansonsten in seinem Handeln fast unbekannte König nur durch seine Absetzung als letzter Herrscher aus seinem Geschlecht, die durch den Verlust seiner langen Haare symbolisiert wurde. Die langen Haare waren ein Statussymbol der Merowinger, die damit wohl an spätantiken Traditionen festhielten: Im 5./6. Jahrhundert trugen viele Krieger schulterlanges Haar; dies gehörte zum typischen Aussehen eines kriegerischen Aristokraten, egal ob Römer oder Barbar. Die merowingischen reges könnten einfach bis zuletzt an dieser zunehmend antiquierten Sitte festgehalten haben. Eine solche Frisur ist etwa auf dem Siegel von Childerich I. (um 480) stark schematisiert dargestellt: Das Gesicht ist bartlos; das volle lange Haar, in der Mitte gescheitelt, in starken schlichten Strähnen sorgfältig herabgekämmt, verdeckt die Ohren und endet in schweren Lockenknäueln, oberhalb derer die Strähnen mehrfach abgebunden sind. 
Mit dem Verlust der Haare ging auch der Verlust der Ehre und damit der Königswürde einher. Das Scheren des Haupthaars wurde seinerzeit als politisches Zeichen der Ausschaltung eines Gegners genutzt. Über die Bedeutung als Herrschaftszeichen hinaus sprach die historische Forschung dem langen Haupthaar der Merowingerkönige die Bedeutung zu, als „magische Kraft“ und im Zusammenhang der These eines Sakralkönigtums der Merowinger als Trägers des „Königsheils“ rezipiert worden zu sein, was spätere Historiker allerdings in Zweifel zogen. Childerich III. wurde jedenfalls öffentlich geschoren und musste irgendwann zwischen dem 31. Oktober 751 und dem 23. Februar 752 in dasselbe Kloster Sithiu eintreten, in dem er Jahre zuvor inhaftiert gewesen war. Seine Gemahlin Gisela kam ins Kloster Kochel. Pippin setzte sich als erster Karolinger die Königskrone auf, von den Merowingern hört man danach nichts mehr.
Childerich III. hinterließ einen Sohn, der nicht in das Kloster Sithiu eingewiesen wurde, sondern in das Kloster Saint-Wandrille. Von ihm ist ansonsten nur der Name Theuderich (Theoderich) bekannt.